# Robinson Chalapud
Robinson Eduardo Chalapud Gómez, nascido em 8 de março de 1984 em Ipiales (departamento de Nariño), é um corredor ciclista colombiano, membro do equipa continental Medellín. É igualmente proprietário de uma loja de ciclos na sua cidade natal, castelhano.
A sua maior vitória, obteve-o no início de 2015 quando corou-se Campeão da Colômbia em estrada.

## Fichas biográficas
Reside em Cali, mas mantem-se licenciado no seu departamento de origem, o Nariño. Após cinco temporadas em Colombia es Pasión, compromete-se na nova equipa continental profissional colombiana, Colombia - Coldeportes, para a temporada de 2012. Forte da sua experiência de três anos, a disputar provas europeias, declara ter como objectivo conseguir a sua primeira carreira na Europa.

### Temporada de 2016
Estreia no ano sem contrato e corre com o seu maillot de campeão da Colômbia de 2015 (com o qual ganha a castelhano no Equador.) ou aquele da liga ciclista de Antioquía no campeonatos da Colômbia. A esta ocasião, escala no pódio da prova do contrarrelógio por equipas. Particularmente motivado à ideia de conservar o seu título, termina quinto da Ciclismo em estrada
Não tem nada concluído com a formação "Orgulla Paisa", à meio de abril, farto de esperar, Robinson Chalapud negocia com Víctor Hugo Peña para integrar a estrutura que o põe a correr. No mesmo tempo, Chalapud disputa a Volta a Tolima com a equipa "Pijaos-Mundial de Tornillos-Formesan", para adquirir o ritmo da competição.. Após quatro mêses de inoperações, a equipa "Orgullo Paisa" decide de concentrar nos corredores antioqueños e de não  conservar os "estrangeiros" como Chalapud, saído do departamento de Nariño. Alguns dias mais tarde, assina com a formação "Pijaos-Mundial de Tornillos-Formesan", Citação: que reconhece de lhe ter estendido a mão neste momento difícil. Pouco em forma, não consegue integrar a Top ten da Volta da Colômbia
Para um período inferior a um mês., apanha o equipa continental dominicana "Inteja-MMR", com a qual disputa duas provas na Europa, onde na Volta a Portugal. Termina a temporada nacional colombiana baixo as cores de "Mundial de Tornillos-Pijaos-Super Tools". Com as quais, consegue uma etapa e o troféu do melhor escalador da Clássica de Girardot. e da Volta a Santander. Acaba igualmente sétimo do Clássico RCN.

### Temporada de 2017
No fim de outubro de 2016, a primeira transferência gorda no ciclismo nacional colombiana é a obra da equipa continental GW Shimano - Chaoyang - Envía - Gatorade que alista para a nova temporada Robinson Chalapud.

## Palmarés
- 2003
  -     - 3. ª etapa da Volta a Boyacá
- 2008

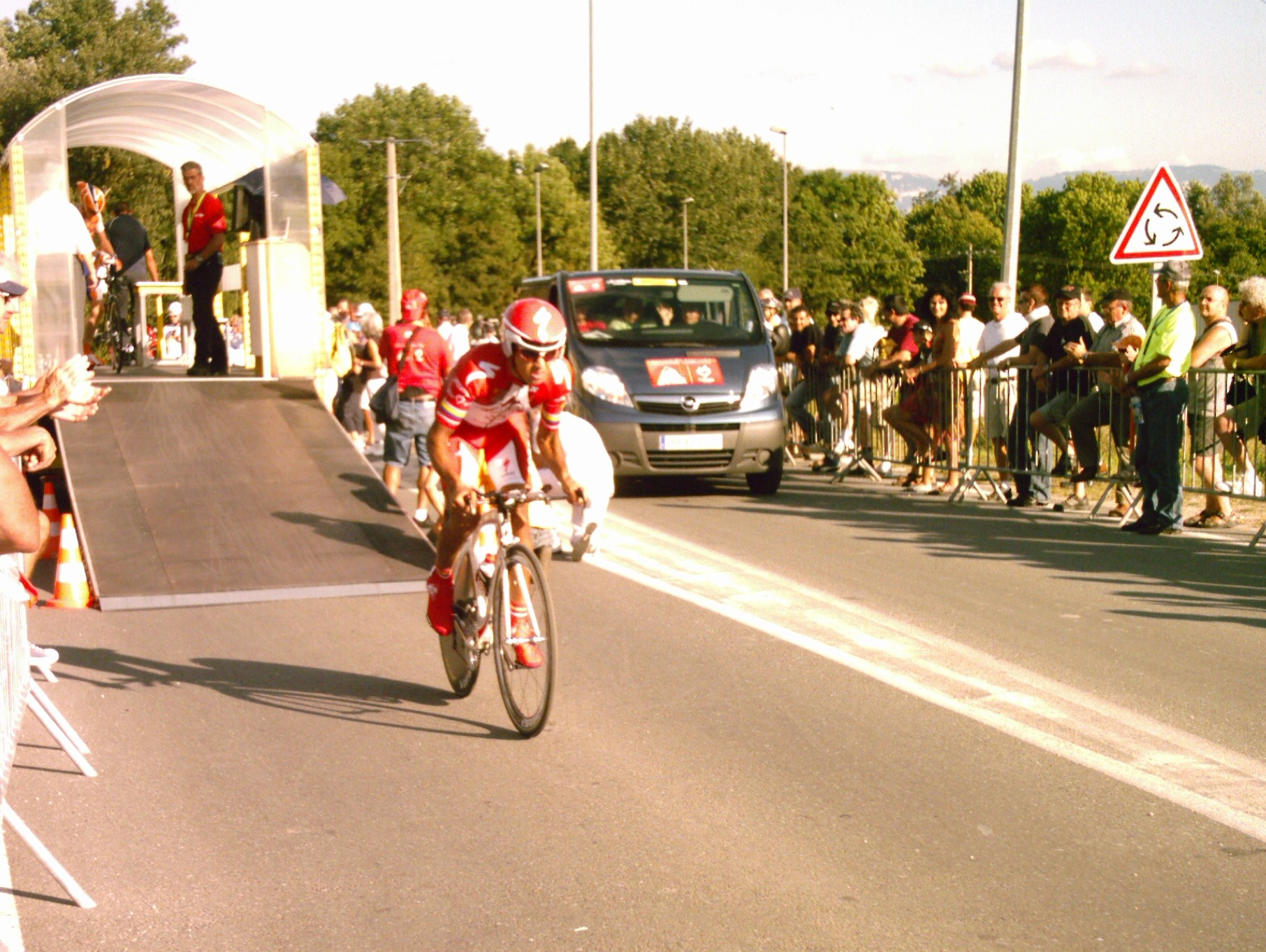
Robinson Chalapud à saída do contrarrelógio da Volta de Ain de 2009

  -     - 1.ª etapa do Clássica Clube Desportivo Boyacá
    - 4. ª etapa da Volta a Boyacá

  - Volta a Carchí
- 2009
  - 3.º da Clasica Internacional de Tulcan
- 2010
  -     - 1.ª etapa do Circuito de Combita
    - 2. ª etapa da Volta ao Vale do Cauca
    - 2. ª etapa da Volta a Cundinamarca

  - 11. ª etapa do Clássico RCN
  - 2.º do Circuito de Combita
  - 2.º da Volta ta Cundinamarca
- 2011
  -     - 2. ª etapa do Circuito de Combita

  - 2.º do Circuito de Combita
  - 5.º da Volta de Ain
- 2015
  -  Campeão da Colômbia em estrada
    - 5. ª etapa da Volta ao Vale do Cauca
    - 2. ª etapa da Volta a Boyacá

  - 2.º da Volta a Boyacá
  - 3.º da Joe Martin Stage Race
- 2016
  -     - 2. ª etapa da Clássica de Girardot

  - 2.º da Clássica de Girardot
- 2017
  - Clássica de Fusagasugá :
    - Classificação geral
      - 1.ª (contrarrelógio) e 2. ª etapas

    - 5. ª etapa da Volta ao Vale do Cauca
- 2018
  - Clássica de Rionegro :
    - Classificação geral
      - 2. ª etapa

    - 7. ª etapa da Volta do Equador
- 2019
  - Volta à Independência Nacional :
    - Classificação geral
      - 1.ª etapa

  - Volta do lago Qinghai :
    - Classificação geral
      - 1.ª etapa (contrarrelógio por equipas)

## Resultados nas grandes voltas

### Volta de Itália
- 2013 : 94.º
- 2014 : 75.º

## Classificações mundiais
| Ano              | 2010    | 2011  | 2012 | 2013  | 2014   | 2015 | 2016  |
| UCI America Tour |         |       |      |       | 427.º. | 30.º | 204.º |
| UCI Europe Tour  | 1002.º. | 277.º |      | 995.º | 763.º  |      | 1 699 |